# Левитский, Александр Степанович
Александр Степанович Левитский (1856—1933) — русский промышленный и государственный деятель, действительный статский советник (1905).

## Биография
Родился 8 июня 1856 года в Санкт-Петербурге в семье чертежника Нижне-Тагильского горного завода.
В 1879 году окончил Петербургский горный институт, получив специальность горного инженера. C этого же года стал смотрителем механических работ на Пермских пушечных заводах. В 1882 году был командирован для обучения на Сергинско-Уфалейские заводы. С 1888 года работал в Омутнинском горном округе, с 1892 года — на Лысьвенских заводах.
В 1896 году Александр Левитский был экспертом горного отдела Всероссийской выставке в Нижнем Новгороде, в 1897 году стал членом комиссии по нормированию рабочего времени в горной промышленности. С 1898 года — управляющий Невьянским горным округом, где провёл ряд преобразований — расширил деятельность механической фабрики, улучшил доменное производство; также увеличил добычу золота и организовал масштабные геологические исследования в округе. С 1899 года А. С. Левитский был горным начальником Гороблагодатских казенных заводов. Занимался модернизацией предприятий округа — построил центральную электростанцию, новую механическую фабрику (Верхнетуринский завод, ныне АО «Верхнетуринский машиностроительный завод») и мартеновскую фабрику (Кушвинский завод, ныне ЗАО «Кушвинский завод прокатных валков»).
Занимался изобретательством — разработал газовую калильную печь оригинальной конструкции, на которую получил привилегию. Такие печи были сооружены на Пудемском, Михайловском и Шайтанском заводах. Был участником съездов уральских горнопромышленников. Являлся автором ряда статей, опубликованных в «Горном журнале».
Умер 6 августа 1933 года в Ленинграде, похоронен на Волковском кладбище. У него был сын — Александр.
В ЦГА Санкт-Петербурга имеются документы, относящиеся к А. С. Левитскому.

## Награды
Был награждён орденами Св. Станислава III степени (1894), Св. Анны III степени (1897), Св. Анны II степени (1902), Св. Владимира IV степени (1908), Св. Владимира III степени (1911), Св. Станислава I степени (1914).